# Sr. Peabody
Mr. Peabody es un perro ficticio que aparece a finales de los 50 y a inicios de los 60 en las series animadas de televisión Rocky y sus Amigos y El Show de Bullwinkle, producido por Jay Ward. Peabody apareció en los segmentos de Peabody's Improbable History, creado por Ted Key, y su voz fue hecha por Bill Scott, mientras que la voz de Sherman fue hecha por Walter Tetley.

## Episodios
Esta es la lista de los 91 episodios que se emitieron entre 1959 y 1960:
1. "Show Opening" (presentando a Ben Franklin)
2. "Napoleon"
3. "Lord Nelson"
4. "Wyatt Earp"
5. "King Arthur"
6. "Franz Schubert"
7. "Lucrezia Borgia"
8. "Sir Walter Raleigh"
9. "Robert Fulton"
10. "Annie Oakley"
11. "Jesse James"
12. "The Wright Brothers"
13. "George Armstrong Custer"
14. "Alfred Nobel"
15. "Marco Polo"
16. "Richard the Lionhearted"
17. "Don Juan"
18. "William Tecumseh Sherman"
19. "First Kentucky Derby"
20. "P. T. Barnum"
21. "Stanley and Livingstone"
22. "Louis Pasteur"
23. "Robin Hood"
24. "Robinson Crusoe"
25. "Ponce de León"
26. "Leonardo da Vinci"
27. "John L. Sullivan"
28. "Paul Revere"
29. "Confucius"
30. "Nero"
31. "Captain Matthew Clift"
32. "Vasco Núñez de Balboa"
33. "Peter Cooper"
34. "The Battle of Bunker Hill"
35. "The Pony Express"
36. "Stephen Decatur"
37. "Alexander Graham Bell"
38. "Commander Peary"
39. "Pancho Villa"
40. "Lord Francis Douglas"
41. "Sitting Bull"
42. "Christopher Columbus"
43. "The French Foreign Legion"
44. "Guglielmo Marconi"
45. "Scotland Yard"
46. "John Holland"
47. "Louis XVI"
48. "Francisco Pizzaro"
49. "Daniel Boone"
50. "William Shakespeare"
51. "Zebulon Pike"
52. "The First Golf Match"
53. "William Tell"
54. "James McNeill Whistler"
55. "Ferdinand Magellan"
56. "Ludwig van Beethoven"
57. "Calamity Jane"
58. "Cornwallis' Surrender"
59. "The First Indian Nickel"
60. "Jules Verne"
61. "Casanova"
62. "Lawrence of Arabia"
63. "Bonnie Prince Charlie"
64. "Paul Reuter"
65. "Johannes Gutenberg"
66. "Buffalo Bill"
67. "Hans Christian Ørsted"
68. "Leif Ericson"
69. "John Sutter"
70. "Sir Isaac Newton"
71. "Kit Carson"
72. "The First Caveman"
73. "Geronimo"
74. "The Great Wall of China"
75. "The Marquis of Queensbury"
76. "Jim Bowie"
77. "Edgar Allan Poe"
78. "Charge of the Light Brigade"
79. "The Royal Mounted Police"
80. "The First Bullfight"
81. "The Building of The Great Pyramid"
82. "John James Audubon"
83. "Mata Hari"
84. "Galileo"
85. "Wellington At Waterloo"
86. "Florence Nightingale"
87. "Henry the VIII"
88. "The First Indianapolis Auto Race"
89. "Captain Kidd"
90. "The Texas Rangers"
91. "Cleopatra"

## Apariciones

### Televisión
- En el quinto especial de Halloween de Los Simpsons, "Treehouse of Horror V" (de 1994), en el segmento de Tiempo y Castigo, Homer encuentra a sí mismo capaz de viajar a través del tiempo por medio de una tostadora magica y viene a través de Sr. Peabody y Sherman. Los personajes de Kang y Kodos, asumen las apariencias de Peabody y Sherman, debido a la intromisión de Homer con la corriente del tiempo.

- En el Episodio de Family Guy (de 1999), "The Kiss Seen Around the World", Peter y Brian viajan en el tiempo para ver Christopher Columbus. Los dos ponen el diseño similar al de Sherman and Mister Peabody; el flashback también parodia el formato deprograma, con los dos que se remonta en el tiempo y Brian (el perro) enseñara a Peter (el humano).

- En el episodio de Robot Chicken, "Papercut to Aorta" (de 2013), Sr. Peabody aparece en una parodia de rocky y bullwinkle en el segmento of moose a squirrel.

### Videojuegos
- En el Videojuego de Rocky and Bullwinkle and Friends (Versiones de Sega MegaDrive y Super Nintendo de 1993), Mr. Peabody enseña a viajar en el tiempo, cuando Sherman usa un goma de mascar cuando vence al dragón.

- En el videojuego de Trivia de Rocky & Bullwinkle's Know-It-All Quiz Game (PC de 1998), Peabody aparece como imagen en Trivia.

- En el videojuego de Rocky y Bullwinkle (Xbox Live de 2008), Peabody aparece como The Peabody Show.

- En el videojuego de Mr. Peabody & Sherman (Android de 2014), Un juego de Trivia en la basada de la película del Mismo nombre, que viajan a través del tiempo.

### Cómics
- Rocky and His Fiendish Friends (Gold Key de 1962)
- Bullwinkle and Rocky (Star Comics de 1987)
- Down and Out Dawg Treasury Bonanza (Cheshire Iguana Publications - 1993)
- Mr. Peabody & Sherman (IDW Publishing - 2013)

### Otras
- En 2012, Sr. Peabody hizo un cameo en el comercial titulado "Everyone" de MetLife.